# Dolichoctis sinuaticollis
Dolichoctis sinuaticollis is een keversoort uit de familie van de loopkevers (Carabidae). De wetenschappelijke naam van de soort is voor het eerst geldig gepubliceerd in 2007 door Baehr.